# Capnia
Capnia är ett släkte av bäcksländor. Capnia ingår i familjen småbäcksländor.

## Dottertaxa tillCapnia, i alfabetisk ordning[1][2]
- Capnia affinis
- Capnia aligera
- Capnia alternata
- Capnia ansobiensis
- Capnia arapahoe
- Capnia arensi
- Capnia asakawaena
- Capnia atra
- Capnia badakhshanica
- Capnia barberi
- Capnia bicornata
- Capnia bicuspidata
- Capnia bifida
- Capnia bifrons
- Capnia bimaculata
- Capnia bituberculata
- Capnia breviptera
- Capnia californica
- Capnia caryi
- Capnia cheama
- Capnia coloradensis
- Capnia confusa
- Capnia cordata
- Capnia coyote
- Capnia decepta
- Capnia elongata
- Capnia erecta
- Capnia excavata
- Capnia femina
- Capnia fialai
- Capnia flebilis
- Capnia fukushimana
- Capnia gibbera
- Capnia giulianii
- Capnia glabra
- Capnia gracilaria
- Capnia hamifera
- Capnia hingstoni
- Capnia hitchcocki
- Capnia hornigi
- Capnia inyo
- Capnia iturupiensis
- Capnia jankowskajae
- Capnia japonica
- Capnia jewetti
- Capnia kersti
- Capnia khubsugulica
- Capnia kibuneana
- Capnia kolymensis
- Capnia kurnakovi
- Capnia lacustra
- Capnia lepnevae
- Capnia levanidovae
- Capnia licina
- Capnia limata
- Capnia lineata
- Capnia longicauda
- Capnia manii
- Capnia mariposa
- Capnia melia
- Capnia mono
- Capnia montana
- Capnia montivaga
- Capnia naebensis
- Capnia nana
- Capnia naraiensis
- Capnia nearctica
- Capnia nelsoni
- Capnia nigra
- Capnia noshaqensis
- Capnia ophiona
- Capnia oregona
- Capnia palomar
- Capnia pedestris
- Capnia petila
- Capnia pileata
- Capnia potikhae
- Capnia prolongata
- Capnia promota
- Capnia pygmaea
- Capnia quadrituberosa
- Capnia quilianshana
- Capnia rara
- Capnia regilla
- Capnia saratoga
- Capnia scobina
- Capnia sequoia
- Capnia sevanica
- Capnia sextuberculata
- Capnia shasta
- Capnia shepardi
- Capnia shirahatae
- Capnia shugnanica
- Capnia sidimiensis
- Capnia singularis
- Capnia spinulosa
- Capnia storkani
- Capnia takahashii
- Capnia teresa
- Capnia tibetana
- Capnia triangulipennis
- Capnia tshukotica
- Capnia tuberculata
- Capnia tumida
- Capnia turkestanica
- Capnia uintahi
- Capnia umpqua
- Capnia utahensis
- Capnia valhalla
- Capnia ventura
- Capnia vernalis
- Capnia vidua
- Capnia willametta
- Capnia yasumatsui
- Capnia yosemite
- Capnia zaicevi
- Capnia zukeli